# Ферт, Дэвид (аниматор)
Дэвид Джон Фёрт (англ. David John Firth; 23 января 1983, Донкастер, Саут-Йоркшир, Англия) — английский аниматор и художник. В 2004 году он создал анимационный веб-сериал «Salad Fingers» на Newgrounds, а в 2017 году стал соавтором живого полнометражного фильма «Kuso».

## Ранние годы
Родился в Донкастере в 1983 году.
Его мать, Розмари Ферт, и отец Грэм Ферт - художники. Он начал создавать stop-motion анимацию в 13 лет, используя Lego и другие игрушки. Он изучал анимацию в кампусе Халла при Университете Линкольна, а затем изучал телевидение и кино.

## Карьера
В июле 2004 года Ферт создал мультсериал "Salad Fingers" на платформе Newgrounds. Он был создан с помощью Adobe Flash и стал знаменитостью в мире flash-анимации. В период с 2004 по 2013 год вышло 10 серий, а в 2019 году вышла одиннадцатая. Сериал набрал около 110 миллионов просмотров на YouTube и имеет статус культового феномена.
После начала работы на Newgrounds Ферт выпустил несколько различных flash-анимаций, участвовал в создании анимации для телесериала BBC «Charlie Brooker's Screenwipe» и озвучил персонажа Креветку в третьем эпизоде мультсериала Adult Swim «Smiling Friends». Ферт также стал одним из создателей комедийного рэперского персонажа MC Devvo, туповатого чава в исполнении его друга Кристиана Уэбба, для серии видеороликов, сатирически описывающих музыкальную сцену белого рабочего класса Донкастера.
В 2022 году он участвовал в создании анимационного сегмента для фильма Джастина Ройланда «Шоу Палони! Halloween Special» на Hulu.
В 2014 году он создал анимационный клип на песню Flying Lotus «Ready Err Not», который Pitchfork описал как тревожный и очень графичный. Flying Lotus назвал Фёрта одним из своих любимых аниматоров. Ферт также выступил соавтором художественного фильма в жанре body-horror «Kuso», снятого в 2017 году режиссером Flying Lotus. В 2016 году он создал анимационный короткометражный фильм Cream, рассказывающий об ученом, который создает чудодейственный крем, решающий все мировые проблемы. Он был показан в кинотеатре Regent Street Cinema в Лондоне 16 ноября того же года, и в нем звучал голос Flying Lotus. Они также стали сорежиссерами клипа на песню Flying Lotus «Fire Is Coming», в котором снялся Дэвид Линч.

## Стиль
Райан Болл, пишущий для Animation Magazine, описывает его анимацию как «блестящую и оригинальную солянку из уморительности, глупости и непоколебимой жути». Ферт говорит, что он «черпает вдохновение в непредсказуемости снов», и описывает применение этого стиля как сложное из-за отсутствия спонтанности в производстве анимации.